# Eremias strauchi
Eremias strauchi là một loài thằn lằn trong họ Lacertidae. Loài này được Kessler mô tả khoa học đầu tiên năm 1878.